# Combat de Koumguia
Insurrection de Boko Haram
Le combat de Koumguia a lieu le 17 juillet 2015 lors de l'insurrection de Boko Haram.

## Déroulement
Le 17 juillet 2015, à l'aube, les djihadistes de l'État islamique venus du Nigeria attaquent le village de Koumguia, situé dans une clairière au bord du Lac Tchad et défendu par un poste de 300 hommes de l'armée tchadienne,,.
Les eaux du lac sont alors basses et les assaillants peuvent traverser les marécages à pied. Le combat s'engage et dure plusieurs heures. Les forces de Boko Haram finissent par se replier à la mi-journée en direction du Nigeria, poursuivis par les soldats,,.
Les Tchadiens déplorent un mort et quelques blessés, tandis que les djihadistes laissent 19 morts sur le terrain. Aucune perte civile n'est enregistrée, les habitants ayant quitté les lieux,,.